# أنتيرند
أنتيرند (بالإنجليزية: Unturned)‏ هي لعبة بقاء مجانية، صدرت في 7 يوليو 2017 على أنظمة مايكروسوفت ويندوز، لينكس وماك أو إس.